# Zakut
Zakut en albanais et Zakut en serbe latin (en serbe cyrillique : Закут) est une localité du Kosovo située dans la commune/municipalité de Podujevë/Podujevo, district de Pristina (Kosovo) ou district de Kosovo (Serbie). Selon le recensement kosovar de 2011, elle compte 453 habitants, dont 448 Albanais.

## Démographie

### Évolution historique de la population dans la localité
| 1948 | 1953 | 1961 | 1971 | 1981 | 1991 | 2011 |
| ---- | ---- | ---- | ---- | ---- | ---- | ---- |
| 172  | 176  | 186  | 173  | 274  | 366  | 453  |

|  |